# مسلم مجدمي
مسلم مجدمي (بالفارسية: مسلم مجدمی) (7 يوليو 1996 بالفلاحية في إيران - ) هو لاعب كرة قدم إيراني في مركز الوسط .

## مسيرته الكروية
لعب سابقاً في نادي صنعت نفط عبادان و وقع مع نادي معيذر في صيف عام 2020.

## روابط خارجية
- مسلم مجدمي على موقع قاعدة بيانات كرة القدم.إي يو (الإنجليزية)
- مسلم مجدمي على موقع Soccerway.com (الإنجليزية)
- مسلم مجدمي على موقع كووورة